# Andiperla willinki
Andiperla willinki is een steenvlieg uit de familie Gripopterygidae. De wetenschappelijke naam van de soort is voor het eerst geldig gepubliceerd in 1956 door Aubert.